# Langourla
Langourla korábbi község Franciaországban, Côtes-d’Armor megyében. Lakosainak száma 536 fő (2018. január 1.). Langourla Plénée-Jugon, Éréac, Le Gouray, Mérillac, Rouillac, Saint-Jacut-du-Mené és Saint-Vran községekkel határos.
2016. január 1-jén hat másik korábbi községgel egyesült és az így létrejött Le Mené új község része lett.

## Népesség
A település népességének változása:
| Lakosok száma | 967  | 895  | 690  | 631  | 609  | 579  | 531  | 522  | 537  | 536  |
|               | 1962 | 1968 | 1982 | 1990 | 1999 | 2008 | 2011 | 2013 | 2017 | 2018 |